# Erzsébet Viski
Erzsébet Viski (Vác, Pest, 22 de fevereiro de 1980) é uma canoísta de velocidade húngara na modalidade de canoagem.

## Carreira
Foi vencedora da medalha de Prata em K-4 500 m em Sydney 2000 junto com as suas colegas de equipa Rita Kőbán, Katalin Kovács e Szilvia Szabó.
Foi vencedora da medalha de Prata em K-4 500 m em Atenas 2004.